# Olunin
Olunin [ɔˈlunin] est un village polonais de la gmina d'Iłów dans le powiat de Sochaczew et dans la voïvodie de Mazovie.
Il se situe à environ 5 kilomètres au sud-est d'Iłów, à 15 kilomètres au nord-ouest de Sochaczew et à 64 kilomètres à l'ouest de Varsovie.